# Petkovica
Petkovica (srbsko Поцерски Причиновић) je naselje v Srbiji, v občini Šabac, v Mačvanskem okrožju. Po popisu iz leta 2002 je naselje imelo 967 prebivalcev.

## Demografija
V naselju, katerega izvirno (srbsko-cirilično) ime je Петковица, živi 774 polnoletnih prebivalcev, pri čemer je njihova povprečna starost 41,3 let (38,4 pri moških in 44,4 pri ženskah). Naselje ima 321 gospodinjstev, pri čemer je povprečno število članov na gospodinjstvo 2,99.
To naselje je, glede na rezultate popisa iz leta 2002, večinoma srbsko.
|  |

| Demografija | Demografija     | Demografija     |
| Leto        | Št. prebivalcev | Št. prebivalcev |
| ----------- | --------------- | --------------- |
|             |                 |                 |
|             |                 |                 |
|             |                 |                 |
|             |                 |                 |
| 1948        | 1403            |                 |
| 1953        | 1456            |                 |
| 1961        | 1479            |                 |
| 1971        | 1366            |                 |
| 1981        | 1227            |                 |
| 1991        | 1161            | 1068            |
| 2002        | 1138            | 967             |
|             |                 |                 |

| Etnična sestava po popisu iz leta 2002 | Etnična sestava po popisu iz leta 2002 | Etnična sestava po popisu iz leta 2002 | Etnična sestava po popisu iz leta 2002 | Etnična sestava po popisu iz leta 2002 |
| -------------------------------------- | -------------------------------------- | -------------------------------------- | -------------------------------------- | -------------------------------------- |
| Srbi                                   | Srbi                                   |                                        | 959                                    | 99,17%                                 |
| Nemci                                  | Nemci                                  |                                        | 1                                      | 0,10%                                  |
| Muslimani                              | Muslimani                              |                                        | 1                                      | 0,10%                                  |
| Madžari                                | Madžari                                |                                        | 1                                      | 0,10%                                  |
| Neznano                                | Neznano                                |                                        | 5                                      | 0,51%                                  |

## Etnična sestava
- Srbi 99.17%
- Muslimani 0.10%
- Madžari 0.10%
- Nemci 0.10%
- drugi 0.51%